# Euliphyra
Euliphyra är ett släkte av fjärilar. Euliphyra ingår i familjen juvelvingar.
Kladogram enligt Catalogue of Life:
| Euliphyra | \| \| Euliphyra hewitsoni \| \| \| \| \| \| Euliphyra leucyania \| \| \| \| \| \| Euliphyra mirifica \| \| \| \| \| \| Euliphyra sjostedti \| \| \| \| |
|           | \| \| Euliphyra hewitsoni \| \| \| \| \| \| Euliphyra leucyania \| \| \| \| \| \| Euliphyra mirifica \| \| \| \| \| \| Euliphyra sjostedti \| \| \| \| |
|           | Euliphyra hewitsoni |
|           | |
|           | Euliphyra leucyania |
|           | |
|           | Euliphyra mirifica |
|           | |
|           | Euliphyra sjostedti |
|           | |

## Bildgalleri

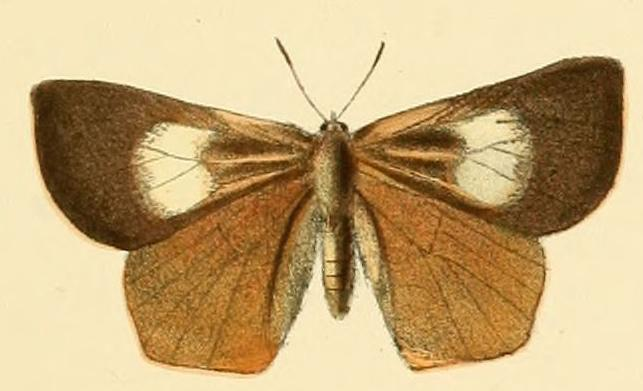